# 4805 Asteropaios
A 4805 Asteropaios (ideiglenes jelöléssel 1990 VH7) egy kisbolygó a Naprendszerben. Carolyn Shoemaker fedezte fel 1990. november 13-án.